# Schicksalslied
Schicksalslied (en català, Cant del destí), Op. 54, és una composició per a cor i orquestra basada en Hyperion, un poema escrit de Friedrich Hölderlin; és considerada com una de les obres corals més destacades de Johannes Brahms. Brahms en va començar la composició l'estiu de 1868 a Wilhelmshaven, i no la va acabar fins al mes de maig de 1871. El retard en la seva finalització es va deure en gran part a la indecisió de Brahms sobre la forma en què havia de concloure-la. Davant aquests dubtes, va preferir començar a treballar en una altra obra, la Rapsòdia per contralt, Op. 53, que l'arribà a completar el 1869 i fou estrenada el 1870.
Schicksalslied és considerada com una de les millors obres corals de Brahms al costat d' Un Rèquiem alemany. De fet, Josef Sittard argumenta en el seu llibre sobre Brahms que encara que hagués escrit només aquesta obra, hi hauria motius per situar-lo entre els millors compositors. L'estrena es va produir a Karlsruhe el 18 d'octubre de 1871, sota la direcció de Hermann Levi. Una interpretació de l'obra sol durar entre 15 i 16 minuts.

## Composició
Brahms va començar a pensar en el Cant de la destí l'estiu de 1868 durant una visita al seu bon amic Albert Dietrich a Wilhelmshaven. A la biblioteca personal de Dietrich, Brahms va descobrir el fragment "Hyperions Schicksalslied", la inacabada novel·la de Hӧlderlin, Hyperion. Dietrich va anotar que Brahms havia rebut la inspiració poètica per compondre la seva obra en haver llegit els poemes del Schicksalslied, que li havien impressionat especialment mentre contemplava el mar. El tema poètic oposa la condició humana a la joia celestial dels déus. En les seves estrofes, es descriu la felicitat dels déus i el sofriment de la humanitat. Brahms escriu una batalla coral per representar aquesta contraposició.
Brahms va completar un esbós inicial de dos versos de Hӧlderlin en forma ternària amb el tercer moviment com una reformulació completa del primer. No obstant això, Brahms no es va quedar satisfet amb aquesta reexposició del primer moviment per tancar l'obra, ja que va considerar que anul·laria la dura realitat representada en el segon moviment. Aquest conflicte no va arribar a resoldre-ho i va deixar l'obra aparcada, mentre centrava la seva atenció en la Rapsòdia per a contralt durant 1869-1870. L'obra no s'acabaria fins a rebre un suggeriment de Hermann Levi, que li va proposar com a idea per a concloure l'obra; en lloc d'una tornada total del primer moviment, fes una reintroducció però amb un preludi exclusivament orquestral. Brahms va compondre finalment el tercer moviment com una còpia del preludi orquestral del primer moviment amb una instrumentació més rica i en do major.
Tot i que Brahms era poc inclinat a trencar la desesperació i la futilitat del segon moviment conduint la música a un retorn feliç del primer moviment, alguns veuen el preludi orquestral com "un desig per part del compositor d'alleujar la penombra de la idea amb què conclou el text per un raig de llum que il·lumina per tot arreu, deixant una impressió d'esperança".

## Anàlisi musical

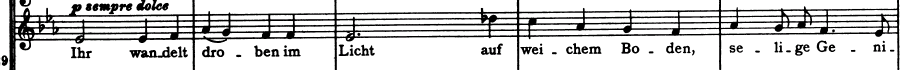
(fig. 1) Tema de les contralts

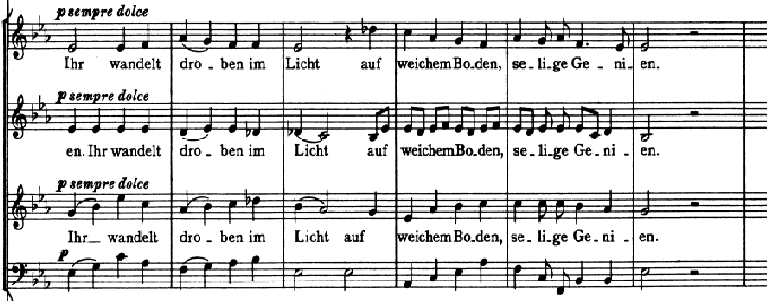
(fig. 2) Tema coral

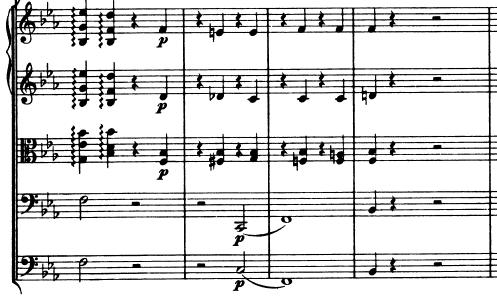
(fig. 3) Cadència orquestral en si♭ major

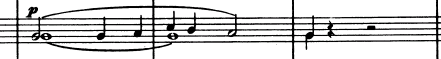
(fig. 4) Tema de la trompa

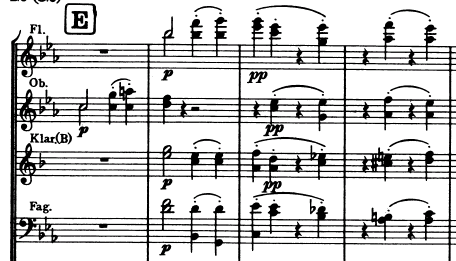
(fig. 5) Cadència orquestral en la tònica

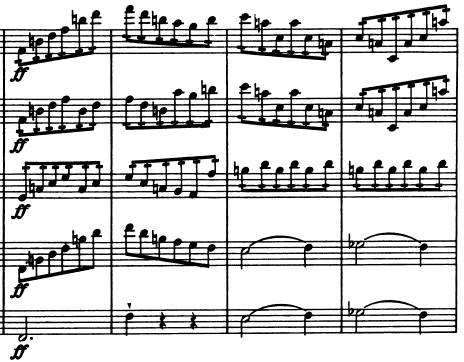
(fig 6) Sèrie de corxeres de l'orquestra

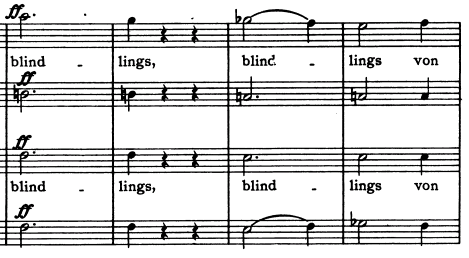
(fig 7) Blindlings von...

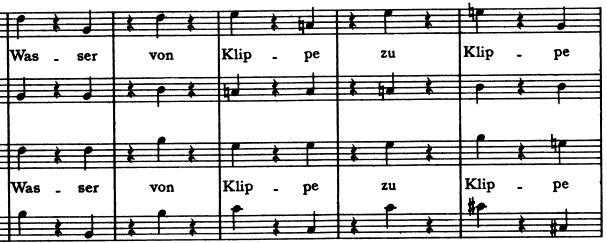
(fig 8) Hemiòlia coral

L'obra està escrita per a dues flautes, dos oboès, dos clarinets, dos fagots, dues trompes, dues trompetes, tres trombons, timbales, corda i cor SATB.
L'obra està composta de tres moviments:
1. Adagio: Ihr wandelt droben im Licht. (mi bemoll major)
2. Allegro: Doch uns ist gegeben. (do menor)
3. Adagio: Postludi orquestral (do major)

Schicksalslied, per John L. Erb, és "potser la més estimada de totes les composicions de Brahms i la més perfecte de les seves obres corals petites", a vegades es denominat com el "Petit Rèquiem", ja que comparteix moltes similituds estilístiques i compositives amb la composició coral més ambiciosa de Brahms. Les característiques romàntiques del Schicksalslied, però, donen a aquesta peça un lligam més proper amb la Rapsòdia per a contralt que amb el Rèquiem alemany.
Qualsevol que sigui la peça que més s'hi relacioni, queda clar que el Schicksalsied és una obra d'un compositor magistral que treballà a l'altura de la seva gran destresa. John A. Fuller Maitland afirmà que amb el Schicksalslied, Brahms "fixà el patró de la curta balada coral, forma a la qual, Brahms va retornar posteriorment amb Nänie, Op. 82, i el Gesang der Parzen, Op. 89. De la mateixa manera, Hadow elogia la peça per "les seva bellesa tècnica, la seva simetria arrodonida de l'equilibri i l'encant de la melodia, i les seves meravelloses cadències on l'acord es fon en l'acord com el color en el color.

### 1. Adagio: Ihr wandelt droben im Licht.
El primer moviment, amb la indicació d'Adagio, és en compàs 4/4 i comença en la tonalitat de mi♭ major. La peça comença amb 28 compassos d'un preludi orquestral (que Brahms torna a orquestrar en el tercer moviment). En el compàs 29, les contralts apareixen amb la declaració inicial de la melodia coral (fig. 1), que és immediatament reiterada per les sopranos, mentre que la resta del cor participa de l'harmonia (fig. 2).
El primer exemple "pictòric" de text del Schicksalslied es dona en la mesura 41, amb les harmonies "lluminoses" que canta el cor dient "Glänzende Götterlüfte".
L'orquestra torna a tenir protagonisme en el compàs 52 amb l'acompanyament de l'arpa, ja que el cor presenta una nova melodia sobre el text "Wie die Finger der Künstlerin Heilige Saiten". A la mesura 64, la cadència de l'orquestra en la tonalitat de si♭ major (dominant) abans de repetir la primera línia de la melodia temàtica originalment indicada per a les contralts.(fig. 3)
A continuació, la melodia és interpretada inicialment per la trompa (fig. 4), amb el cor al complet que repeteix el tema de "Schicksallos, wie der Schlafende Säugling".
La següent secció acaba amb una cadència orquestral similar en el compàs 81 en la tònica (fig. 5).
El tema melòdic retorna una darrera vegada en la línia coral amb el text "Und die seligen Augen" (compàs 84), amb cadències en mi bemoll major (compàs 96). L'orquestra interpreta dos acords de quinta disminuïda sobre el re per concloure el primer moviment i preparar la tonalitat de do menor del moviment següent.

### 2. Allegro: Doch uns ist gegeben.
El segon moviment, en do menor i compàs 3/4, i comença amb vuit compassos de sèries de corxeres per part de l'orquestra (fig. 6). Després de 20 compassos el cor entra a l'uníson cantant Doch uns ist gegeben. La sèrie de corxeres intensifiquen el clímax amb un ff en el compàs 132 amb el text Blindlings von einer stunde zur andern (fig. 7), amb el cor realitzant un acord de si sèptima disminuïda.
En un esforç per provocar un efecte sobre l'emissió de l'aire, Brahms insereix una hemiòlia sobre la lletra Wasser von Klippe zu Klippe geworfen (fig. 8). Al alternar les corxeres per pauses de corxera, aquesta secció sembla que la mètrica ha canviat, essencialment convertint un compàs 3/4 per un 3/2.
El ritme habitual del moviment retorna en el compàs 154 amb el cor completant l'estrofa i, més endavant, executant una cadència sobre un acord tríada en re major (compàs 172).
Després d'un interludi orquestral de 21 compassos, Brahms reprèn l'última estrofa del text amb dues seccions fugades en les compassos 194-222 i 222-273. A continuació, Brahms repeteix tot el segon moviment (excloent les fugues) en la tonalitat de re menor. Aquest cop, el cor canvia la seva tríada final en re major per un acord en re# disminuït en compàs 322.
El material cadencial després es repeteix, acabant aquest cop en la tònica, do menor (compàs 332).
El segon moviment acaba a través d'una secció orquestral de 54 compassos sobre un pedal en do, i el cor repetint intermitentment l'última línia del poema de Hölderlin. L'addició d'un mi♮ (natural) en el compàs 364 prediu la modulació a do major que és la tonalitat del moviment final.

### 3. Adagio.
El tercer moviment, està en do major i torna al compàs 4/4. És un postludi similar al preludi d'orquestra del primer moviment, a excepció d'alguns canvis en la instrumentació i la transposició a la tonalitat de do major.

## Text
| Text en alemany (Friedrich Hölderlin) Ihr wandelt droben im Licht Auf weichem Boden selige Genien! Glänzende Götterlüfte Rühren Euch leicht, Wie die Finger der Künstlerin Heilige Saiten. Schicksallos, wie der Schlafende Säugling, atmen die Himmlischen; Keusch bewahrt, In bescheidener Knospe Blühet ewig Ihnen der Geist, Und die seligen Augen Blicken in stiller Ewiger Klarheit Doch uns ist gegeben Auf keiner Stätte zu ruh’n; Es schwinden, es fallen Die leidenden Menschen Blindlings von einer Stunde zur andern, Wie Wasser von Klippe Zu Klippe geworfen Jahrlang in's Ungewisse hinab. | Traducció en català Passegeu allà dalt, en la llum, sobre tou terreny, vosaltres, benaurats genis! Resplendents ventijols divins us acaronen lleument, com els dits de l'artista quan toquen les sagrades cordes. Sense destí, com un nodrissó adormit, respiren els éssers celestials; preservats en castedat dins humils poncelles, el seu esperit, floreix eternament i els seus benaurats ulls esguarden amb serena, eterna claredat. Però a nosaltres, no ens ha estat donat cap lloc on reposar; els homes afligits desapareixen, cauen cegament, un cop i un altre, com l'aigua de roca en roca, abocats per sempre més a la incertesa. |